# Lingua luda
La lingua luda detta a volte lüdico è una lingua baltofinnica parlata in Russia nella Repubblica di Carelia.

## Distribuzione geografica
Secondo Ethnologue nel 2007 si registravano 3000 locutori nella Repubblica di Carelia, nella Russia europea.

## Dialetti
Il ludo si divide in tre dialetti principali:
- ludo settentrionale (in Kontupohja)
- ludo centrale (in Prääsä)
- ludo meridionale (in Kuujärvi).

## Alfabeto
Il ludo utilizza l'alfabeto latino ed è così composto: Aa Bb Cc Čč Dd Ee Ff Gg Hh Ii Jj Kk Ll Mm Nn Oo Pp Rr Ss Šš Žž Tt Uu Vv Yy Ää Öö '.